# Maria Oliverio

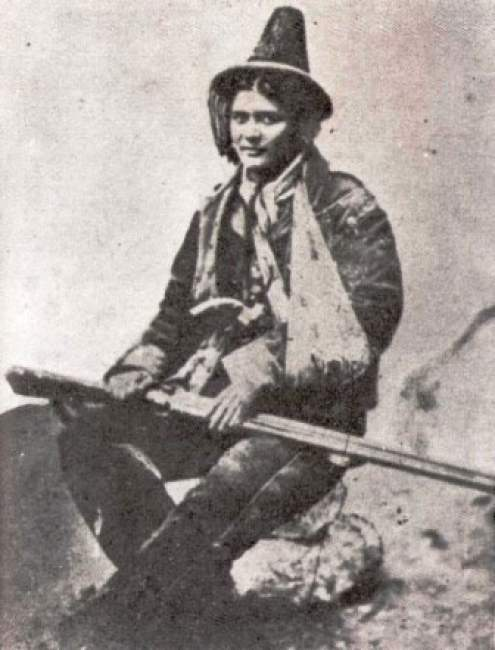
Maria Oliverio

Maria, auch Marianna Oliverio, nach anderen Quellen Olivieri oder Oliviero, verheiratete Monaco, genannt Ciccilla (* 30. August 1841 in Casole Bruzio; † nach 1864 vermutlich in Catanzaro), war eine kalabrische Brigantin, die in die Volksgeschichte Kalabriens einging.

## Leben
Maria Olivero wurde in eine arme kalabresische Bauernfamilie geboren. Es ist die Zeit der Einigung Italiens, die Bourbonen und der Vatikan kämpften gegen das nach Macht strebende Piemont. In den süditalienischen Provinzen entstand das Brigantentum. Maria verliebte sich in den jungen Besitzlosen Pietro Monaco, der einen Großgrundbesitzer umbrachte und daraufhin Brigant wurde. Kurz bevor er in die kalabresischen Berge floh, heiratete er Maria – und ließ sie nach der Hochzeit alleine zurück. Diese musste sich nicht nur als Zurückgelassene grämen, sondern stand auch noch in Konkurrenz zu ihrer älteren Schwester Concetta, die Monaco vorher als Geliebte gehabt hatte. In einem Eifersuchtsanfall erstach Maria ihre Schwester in ihrem eigenen Ehebett und schnitt ihr den Kopf ab. Mit diesem im Gepäck, folgte sie ihrem Mann in die Berge, der inzwischen zum Hauptmann aufgestiegen war. Der Schwestermord für ihn beeindruckte Pietro so sehr, dass er Maria zu seiner rechten Hand und engsten Vertrauten machte. Ihre besonderen Aufgabengebiete wurden der Umgang mit „leisen Waffen“, wie Gift – und natürlich Messer.
Maria stieg bald zur Giftexpertin auf. Sie vergiftete das Essen von piemontesischen Soldaten, die sie verfolgten und prüfte die Nahrung ihres Mannes auf Gift, da ein Kopfgeld auf Pietro ausgesetzt worden war und immer die Gefahr bestand, dass einer der Mitkämpfer ein Verräter sein könnte. Eines Nachts passierte es auch: Ein Abtrünniger namens Celestino, der zum Spitzel geworden war, erschoss Pietro im Schlaf und verletzte Maria am Arm. Selbst schwer verletzt, versuchte sie noch, einen Scheiterhaufen zu errichten, um ihren Mann zu verbrennen, als Soldaten sie verhafteten. Blutüberströmt und sich heftig wehrend wurde sie in den Kerker von Policastro verbracht. Dort benannte sie sich im Gedenken an ihren Mann in Maria Monaco um und wollte auch fortan nicht anders benannt werden. Der Gerichtshof von Catanzaro verurteilte sie 1864 zum Tode, wandelte aber ihr Urteil kurz vor der Vollstreckung in lebenslange Zwangsarbeit um. Maria Oliverio-Monaco starb in Gefangenschaft. Ihr genaues Todesdatum, -ort, Umstände ihres Ablebens, wie auch die Lage ihres Grabes sind unbekannt.
In einem kalabresischen Volkslied heißt es:
La fimmina di lui brigante Monacu muriu
pirch di la fimmina non aviva
cchiù manchu li vesti, e lu cori
comu ’na pertra stipatu ’mpettu teniva
Boni li giudicanti, gran signuria!
Sie starb, die Frau des Briganten Monaco
Weil sie nichts Weibliches mehr hatte
nicht das Herz; ihr Herz war ein Stein in ihrer Brust
Gut tatet ihr Richter, ihr großen Herren.
aus: Le Brigantesse, Francamaria Trapani, Rom 1968 (S. 33)